# Rudolf Hilferding
Rudolf Hilferding (10 de agosto de 1877 - 11 de febrero de 1941) fue un economista marxista vienés de origen judío y familia acomodada, que lideró las teorías y políticas socialistas del Partido Socialdemócrata de Alemania (SPD) durante la época de la República de Weimar. Está reconocido universalmente como el mayor teórico del SPD del siglo XX.
Nació en Viena, donde recibió un doctorado por haber estudiado medicina. Después de convertirse en un reconocido periodista afín al SPD, participó en la Revolución de Noviembre. En 1923 fue Ministro de Finanzas, cargo que también ocupó entre 1928 y 1929. En 1933 se vio obligado a exiliarse, primero a Zúrich y luego a París, donde fue asesinado a manos de la Gestapo en 1941.
Hilferding propuso la lectura "económica" de Karl Marx, identificándose con el austromarxismo. Fue el primero en exponer la teoría del capitalismo organizado. Fue el principal defensor del reto lanzado a Marx por el economista de la Universidad de Viena Eugen von Böhm-Bawerk, seguido por Nikolái Bujarin. Hilferding también participó en el "debate de las crisis", criticando la teoría de Marx de la inestabilidad y eventual colapso del capitalismo al considerar que la concentración del capital en realidad se estaba estabilizando. Editó publicaciones importantes como Vorwärts, Die Freiheit y Die Gesellschaft. Su obra más famosa es Das Finanzkapital (El capital financiero), una de las contribuciones más influyentes a la economía marxista, con una influencia sustancial en escritores marxistas como Lenin y Bujarin que influyeron en sus escritos sobre el imperialismo.

## Biografía

### Vida en Viena
Rudolf Hilferding nació en Viena el 10 de agosto de 1877, en el seno de una familia judía acomodada. Su padre, Emil Hilferding, era comerciante. Hilferding se educó en una escuela pública, en la que se graduó como un estudiante promedio, lo que le dio acceso a la universidad. Inmediatamente después de terminar el colegio, ingresó en la Universidad de Viena para estudiar medicina.
En 1893 se unió a un grupo de estudiantes de Viena que semanalmente se reunían para hablar sobre literatura socialista. Después formó, con profesores jóvenes de la universidad, la asociación estudiantil Freie Vereinigung Sozialistischer Studenten, cuyo presidente era Max Adler. Es entonces cuando Hilferding participa intensamente en manifestaciones de corte socialdemócrata, entrando en conflicto con la policía y llamando la atención del Partido Socialdemócrata de Austria (SPÖ).
Como estudiante universitario, conoció a muchos intelectuales socialistas talentosos. Además de sus estudios de medicina, estudió historia, economía y filosofía. Él y sus compañeros de estudios y amigos socialistas Karl Renner, Otto Bauer y Max Adler también estudiaron economía política, impartida por el marxista Carl Grünberg, y asistieron a las conferencias del filósofo Ernst Mach y el economista Eugen von Böhm-Bawerk, quienes influyeron significativamente en Hilferding. Se convirtió en uno de los más acérrimos partidarios de Víctor Adler, fundador del SPÖ.
Tras doctorarse en 1901, comenzó a trabajar en Viena como pediatra, aunque sin mucho entusiasmo. Dedicó gran parte de su tiempo libre a estudiar economía política, donde residía su verdadero interés, pero no abandonaría su profesión hasta que sus primeras publicaciones le dieron éxito. También se unió al Partido Socialdemócrata en Austria. En 1902 colaboró en el periódico socialdemócrata Die Neue Zeit sobre temas económicos a petición de Karl Kautsky, en aquel momento el teórico marxista más importante a nivel mundial y que desarrolló una duradera amistad personal y política con Hilferding. Su colaboración con Kautsky y sus contribuciones regulares al Neue Zeit, el principal órgano teórico del movimiento socialista, le convirtieron en mediador entre Kautsky y Víctor Adler, intentando reducir sus diferencias ideológicas.
En abril de 1902, escribió La critica de Böhm-Bawerk a Marx, una reseña de La conclusión del sistema marxiano (1896) defendiendo la teoría económica de Marx contra las críticas de Böhm-Bawerk. El ensayo fue publicado en 1904 en el Marx-Studien, una serie de publicaciones de estudios teóricos y políticos que difundieron el austromarxismo hasta 1923, fundados y editados junto con Max Adler. La respuesta de Hilferding se centraba en la crítica a la teoría del valor subjetivo marginalista, que confundía confundir "el valor con el precio" y los "fenómenos naturales y sociales"; en vez de "confrontar los problemas técnicos" de la solución de Marx al problema de la transformación, ya que la teoría del valor-trabajo marxista "es una afirmación sobre las relaciones sociales que subyacen a los fenómenos del mercado, no un mero teorema sobre los precios" (véase Método lógico-histórico). Sin embargo Böhm-Bawerk afirmó que la "apologética refutación" de Hilferding "no ha modificado de ninguna manera mis opiniones".

También escribió dos ensayos importantes sobre el uso de la huelga general como arma política. Ya en 1905, sus numerosas publicaciones lo convirtieron en uno de los principales teóricos socialdemócratas y lo pusieron en estrecho contacto con la dirección del SPÖ y del Partido Socialdemócrata de Alemania (SPD). Karl Renner, Adler y Hilferding fundaron una asociación para mejorar la educación de los trabajadores, que estableció la primera escuela de Viena para trabajadores en 1903.

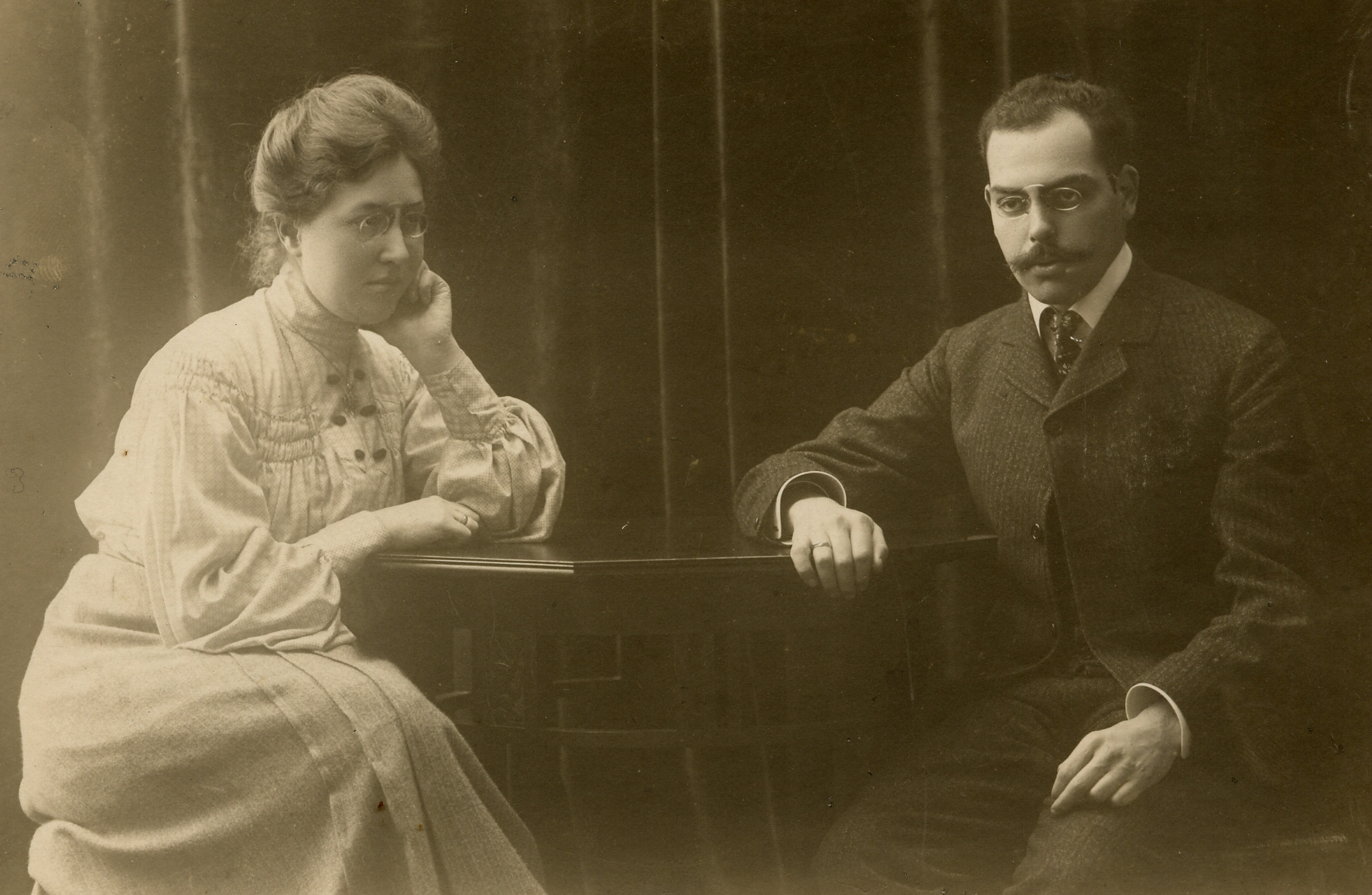
Margarete y Rudolf Hilferding (1904).

Hilferding se casó con la doctora Margarete Hönigsberg, a quien había conocido en el movimiento socialista y que era ocho años mayor que él. También tenía antecedentes judíos, había hecho sus exámenes en la Universidad de Viena y era colaboradora habitual de Die Neue Zeit. Margarete dio a luz a su primer hijo, Karl Emil. A Kautsky le preocupaba que Hilferding, que ahora se quejaba de su falta de tiempo, descuidara su trabajo teórico en favor de su buena situación social como médico en Viena. Kautsky aprovechó sus conexiones con August Bebel, que buscaba profesores para el centro de formación del SPD en Berlín, para proponer a Hilferding para este puesto. En julio de 1906, Bebel recomendó a Hilferding para este puesto a la ejecutiva del partido, que acordó entregárselo durante seis meses.

### La vida en Berlín y la Primera Guerra Mundial
En 1906 dejó su trabajo como médico y, tras la llamada de August Bebel. comenzó a enseñar economía e historia económica en el centro de formación del SPD en Berlín. Llegó a Berlín en noviembre de 1906 y enseñó allí durante un semestre, pero una ley prohibía el empleo de profesores sin ciudadanía alemana. Tuvo que dejar este trabajo y fue reemplazado por Rosa Luxemburgo después de haber sido amenazado con el desalojo por la policía prusiana en 1907.
Hasta 1915 fue editor extranjero del principal periódico del SPD, Vorwärts, en las inmediaciones de los líderes más importantes del partido. Bebel había recomendado a Hilferding para este puesto, después de que surgiera un conflicto entre la redacción de Vorwärts y la ejecutiva del partido. Su nombramiento también pretendía aumentar la participación del marxismo en la edición. Al poco tiempo, Hilferding asumió un papel destacado en el periódico y pronto fue nombrado redactor jefe. Junto con su trabajo para Die Neue Zeit y Der Kampf, le proporcionó unos ingresos adecuados. También contó con el apoyo de su compatriota austriaco, Karl Kautsky, quien fue su mentor y a quien sucedió en la década de 1920 como principal teórico del SPD. Las habilidades teóricas de Hilferding y sus relaciones personales con los principales socialistas le permitieron hacer su carrera en el partido.
Publicó su obra más famosa, Das Finanzkapital (El capital financiero), en 1910, que supuso un importante hito teórico que ha mantenido su importancia hasta la actualidad. Construyó la reputación de Hilferding como un economista importante, un destacado economista teórico de la Internacional Socialista y, junto con su posición de liderazgo en Vorwärts, lo ayudó a ascender al nivel de decisión nacional del SPD. También confirmó su posición en el centro marxista del SPD, del que ahora era una de las figuras más importantes. Desde 1912 representó a Vorwärts en las reuniones de la comisión del partido, lo que le permitió participar decisivamente en la toma de decisiones de la política socialista en los años previos a la Primera Guerra Mundial.
Entre 1906 y la Primera Guerra Mundial, Hilferding y Kautsky defendieron la posición "centro marxista" que "rechazaba el reformismo" del revisionismo de Eduard Bernstein, y la "izquierda radical emergente" liderada por Rosa Luxemburgo. Hilferding interpretó la "dictadura del proletariado" era posible a través del parlamento. Al igual que Kautsky, no creía que el papel del SPD fuera "hacer" la revolución, sino "preparar a los obreros para su papel en la revolución". Esta acción revolucionaria "solo estaría justificada si las clases dominantes intentaran hacer retroceder los derechos democráticos ganados con tanto esfuerzo o desataran una guerra imperialista".
Cuando estalló la Primera Guerra Mundial en 1914, Hilferding fue uno de los pocos socialdemócratas que desde el principio se opuso a la Burgfriedenspolitik y al apoyo del partido al esfuerzo bélico alemán, incluido su voto a favor de los bonos de guerra. En una votación interna del partido, él era sólo uno de una pequeña minoría, liderada por Hugo Haase, un amigo cercano suyo, y por lo tanto tuvieron que ceder a la decisión del partido de apoyar la moción del Reichstag sobre los bonos de guerra. Hilferding, junto con la mayoría de los editores de Vorwärts, firmó una declaración para oponerse a estas políticas. En octubre de 1915, la dirección del SPD despidió a todos estos editores opositores, pero Hilferding ya había sido reclutado en el ejército austrohúngaro como médico mucho antes.
Al principio, Hilferding estuvo destinado en Viena, donde dirigió el hospital de campaña para epidemias. Vivía con su esposa y sus dos hijos, Karl y Peter, nacidos en 1908. Gracias a su correspondencia con Kautsky, conoció noticias sobre el partido. Luego, en 1916, fue enviado a Steinach am Brenner, cerca de la frontera italiana, como médico de combate. Durante toda la guerra, Hilferding permaneció activo escribiendo y participó políticamente. Publicó numerosos artículos en Die Neue Zeit y Kampf. Uno de estos artículos, publicado en octubre de 1915, resumía la situación del SPD y revisaba sus teorías del capital financiero conteniendo su primera formulación del concepto de capitalismo organizado. En el capitalismo organizado "la lucha de clases habían hecho más llevadera la vida bajo el capitalismo para muchos trabajadores y, al hacerlo, habían socavado el atractivo de la revolución. [...] Ahora era posible que se desarrollara una economía organizada y no democrática, dominada por el capital monopolista (organizado en carteles y trusts) y el Estado".

### República de Weimar

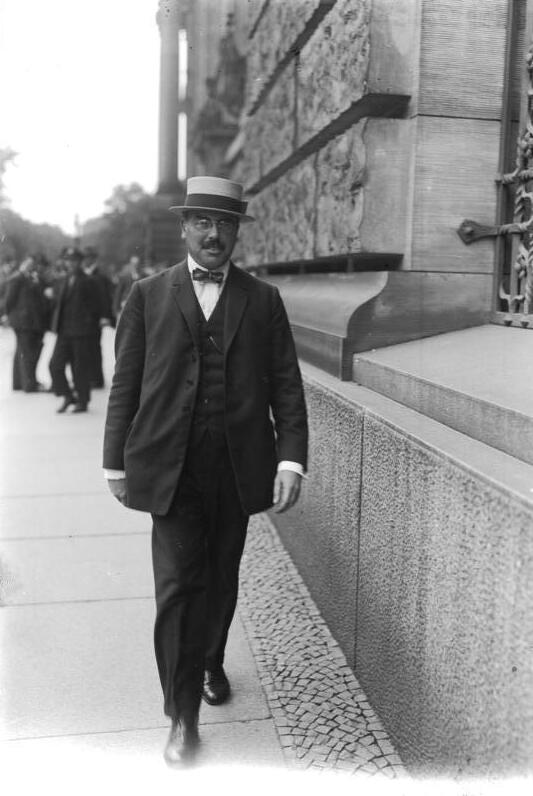
Rudolf Hilferding en 1923.

En 1918 Hilferding se unió al Partido Socialdemócrata Independiente de Alemania (USPD) pacifista en 1918. Durante la Revolución de Noviembre de 1918, regresó a Berlín, poco después de que se proclamara la República y el emperador hubiera huido. Durante los tres años siguientes, fue redactor jefe del diario del USPD, Die Freiheit, y por tanto miembro de la ejecutiva del partido. El Die Freiheit se convirtió rápidamente en uno de los diarios más leídos de Berlín con una tirada de 200.000 ejemplares.  En 1925, Kurt Tucholsky en Die Weltbühne argumentó que Hilferding había hecho que el periódico fuera inofensivo y había actuado como un representante de la Asociación Imperial para la Lucha contra la Socialdemocracia.
El Consejo de Comisarios del Pueblo, gobierno provisional de la Revolución de Noviembre, formado por miembros del SPD y del USPD, que habían firmado el alto el fuego, delegó a Hilferding en la Sozialisierungskommission (Comité de Socialización). Su tarea oficial era socializar industrias adecuadas. Apoyó "una economía mixta en la que la gran industria pudiera ser socializada y sometida a una planificación pública democrática" y "enfatizó la necesidad de crear una república parlamentaria" junto con "instituciones representativas complementarias, como los consejos de trabajadores". Pasó meses con este proyecto que, a pesar del apoyo de los trabajadores, no era una prioridad para el gobierno. De hecho, la dirección del SPD se opuso a la socialización en ese momento, ya que el armisticio, la desmovilización del ejército y la alimentación del pueblo alemán parecían cuestiones más apremiantes en ese momento. Hilferding pronunció un discurso ante el Reichsrätekongress (congreso de consejos de trabajadores) y presentó un plan para socializar la industria. Le gustó al congreso y se aprobó una resolución, pero el gobierno la ignoró en gran medida. La falta de apoyo del gobierno fue la razón por la que este comité fue disuelto en abril de 1919. Después del golpe de Estado de Kapp el gobierno, bajo presión, nombró un nuevo comité de socialización, del que Hilferding volvió a ser miembro, pero el gobierno todavía no estaba dispuesto a seguir un curso de socialización.
 

Las tensiones entre el SPD y el USPD aumentaron cuando Friedrich Ebert utilizó tropas para reprimir los disturbios en Berlín el 23 de diciembre de 1918 sin consultar al USPD. Para protestar contra la política del Consejo, el USPD retiró a sus tres representantes del gobierno. Hilferding, que había acusado al SPD de intentar expulsar al USPD del gobierno, apoyó esta decisión. Después de un mal desempeño del USPD en las elecciones a la Asamblea Nacional de Weimar, los principales políticos del USPD, incluido Hilferding, comenzaron a apoyar a los consejos de trabajadores. Hilferding escribió artículos en el Freiheit e hizo sugerencias sobre cómo deberían implementarse, que fueron duramente criticadas por Lenin. Hilferding no estaba de acuerdo con los bolcheviques, liderados por Lenin, y se opuso a la Revolución de Octubre. Más tarde describió a la URSS como "el primer estado totalitario" y una "economía estatal totalitaria".

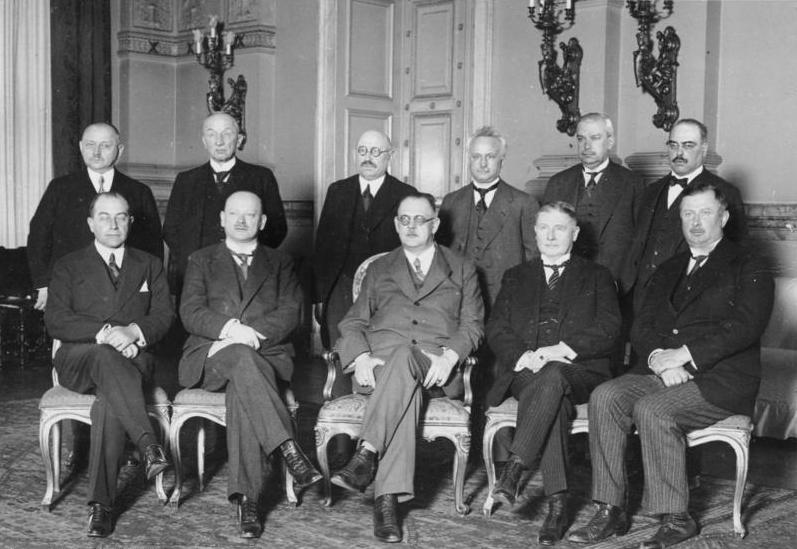
Gobierno de Hermann Müller (1929). Rudolf en la esquina superior izquierda

En 1919 adquirió la ciudadanía alemana y en 1920 fue nombrado miembro del Consejo Económico del Reich. En 1922, se opuso firmemente a una fusión del USPD con el Partido Comunista de Alemania (KPD), al que atacó durante toda la década de 1920, y en cambio apoyó la fusión con el SPD, donde emergió como su portavoz más destacado y visible. En el pico de la inflación en la República de Weimar, sirvió como Ministro de Finanzas alemán  de agosto a octubre de 1923. Contribuyó a estabilizar el marco, pero no pudo detener la inflación. Durante su mandato se decidió la introducción del Rentenmark, pero dimitió de su cargo poco antes de que se llevara a cabo la reforma monetaria. A partir de entonces, Hilferding "apoyó plenamente la república parlamentaria como medio para alcanzar gradualmente el socialismo".
De 1924 a 1933 fue editor de la revista teórica Die Gesellschaft. El 4 de mayo de 1924, fue elegido miembro del Reichstag por el SPD, donde se desempeñó como portavoz principal del SPD en asuntos financieros hasta 1933. Junto con Karl Kautsky formuló el Programa de Heidelberg en 1925. Entre 1928 y 1929, volvió a ocupar el cargo de ministro de Finanzas, en vísperas de la Gran Depresión. Tuvo que renunciar a este cargo debido a la presión del presidente del Reichsbank, Hjalmar Schacht, provocando su caída en diciembre de 1929 al imponer al gobierno sus condiciones para la obtención de un préstamo.

### Vida en el exilio y muerte

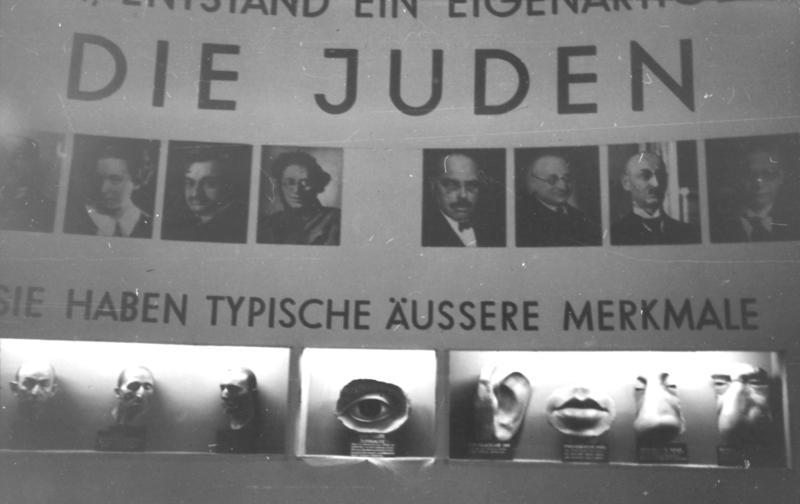
Un fragmento de la exposición nazi Der Ewige Jude ("El judío eterno"), que demuestra los rasgos anatómicos "típicos" de los judíos (1937). Rudolf aparece como ejemplo.

Después de la llegada de Hitler al poder, Hilferding, como destacado socialista y judío, tuvo que huir al exilio en 1933, junto con su estrecho colaborador Rudolf Breitscheid y otros importantes líderes del partido, primero a Dinamarca, luego a Saarbrücken, París y finalmente a Zúrich, Suiza. Vivió en Zúrich hasta 1938  y desde 1939 en adelante en París, Francia. Sin embargo, siguió siendo influyente, habiendo sido designado para puestos importantes en Sopade del SPD. Entre 1933 y 1936 fue redactor jefe de Die Zeitschrift für Sozialismus y colaborador de Neuer Vorwärts. Todavía en 1933 subestimo el ascenso del nazismo y "que el primer objetivo de los socialistas era combatir a los comunistas". Un conocido suyo ilustra su actitud en ese período: 

''Recuerdo perfectamente haber hablado con él pocos días después del nombramiento de Hitler como Canciller, y haberle preguntado si no consideraba que el momento estaba maduro para que los sindicatos proclamasen la huelga general. Aun entonces, eran los primeros días de febrero de 1933, estaba sentado en un cómodo y confortable sillón, cálidas pantuflas de lana en los pies, y con una sonrisa benévola observó que yo era un joven incendiario y que la habilidad política consistía en esperar' el momento justo. Después de todo, agregó, Hindenburg es todavía Presidente, el gobierno es un gobierno de coalición y mientras Hitler va y viene, la AGB ( la federación de sindicatos alemanes) es una organización que no puede arriesgar toda su existencia política en un intento político transitorio. Sólo pocos días después debía esconderse en la casa de unos amigos porque ya era buscado por la Gestapo."

En 1934, a instancias de la Sopade, publicó el Manifiesto de Praga. En él, Hilferding afirmaba que "en la lucha contra el nacionalsocialismo hay... no hay lugar para el reformismo o la legalidad". En una carta a Paul Hertz de 1936, Hilferding escribió: "la gran contradicción hoy no es el socialismo y el capitalismo. Al contrario, es libertad o esclavitud". Hasta 1939, Hilferding también fue representante del partido ante la Internacional Socialista y la dirección del SPD en el exilio buscó su consejo.

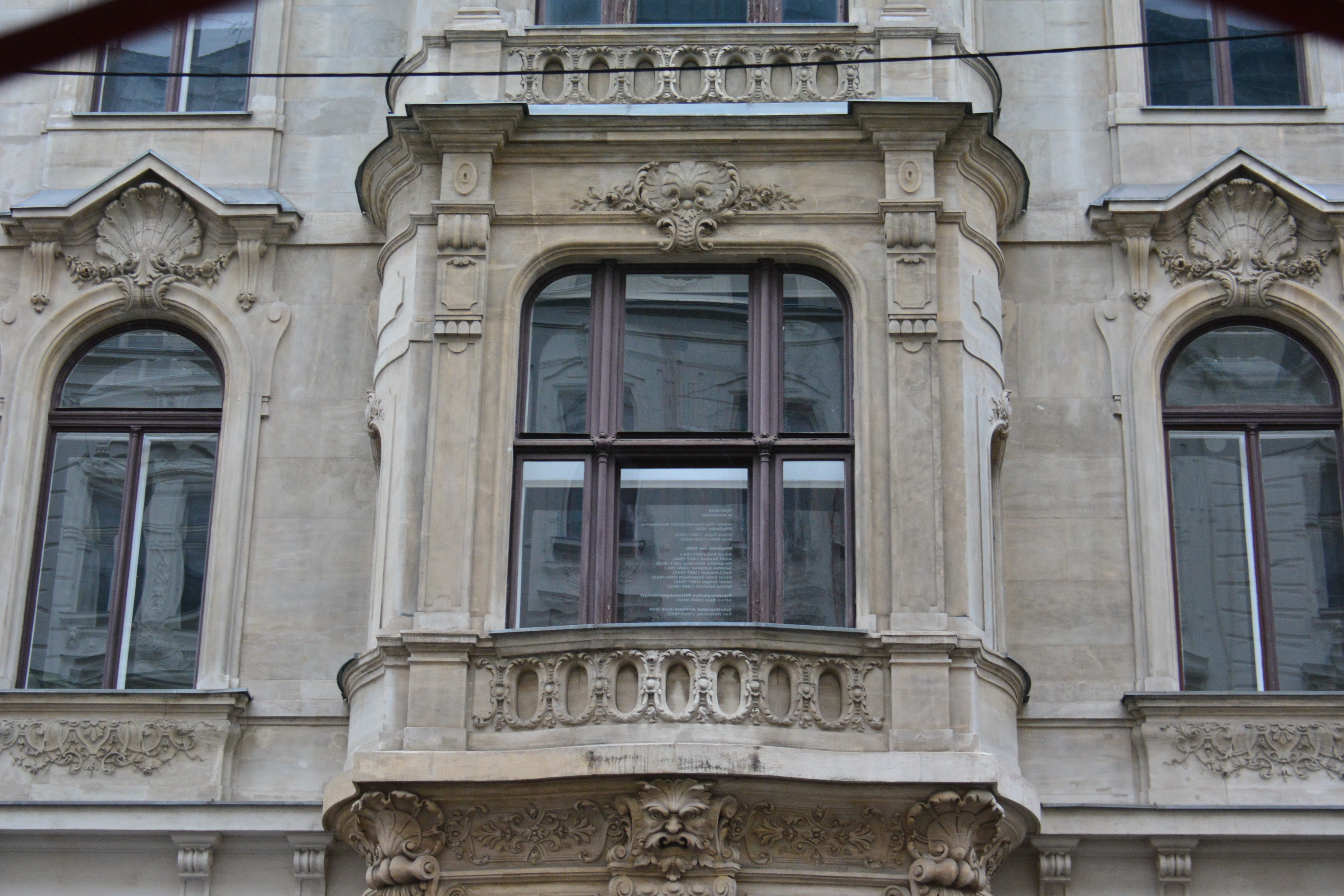
La placa conmemorativa a los asesinados durante el nazismo en la "Asociación Psicoanalítica de Viena". Entre ellos Margarete Hilferding.

Después del ataque a Francia, él y Breitscheid huyeron a la desocupada Marsella. El Comité de Refugiados, bajo Varian Fry, emprendió esfuerzos para sacarlo de la Francia de Vichy, junto con Rudolf Breitscheid. Sin embargo, ambos se negaron a salir ilegalmente porque no tenían documentos de identificación. Fueron arrestados por la policía del gobierno de Vichy en el sur de Francia y, a pesar de su visa de emergencia para ingresar a los Estados Unidos de América, entregados a la Gestapo el 9 de febrero de 1941. Hilferding fue llevado a París y fue severamente maltratado en el camino. Después de ser torturado, murió por causas desconocidas en una prisión de París, el calabozo de la Gestapo de La Santé. Su muerte no fue anunciada oficialmente hasta el otoño de 1941. "Según un testimonio se suicidó en la celda de una prisión". Fry, entre otros, creía que Hilferding fue asesinado por la Gestapo por orden de Adolf Hitler u otro alto funcionario del Partido Nazi. Su esposa en el momento de su muerte era Rose. Ella escapó a los Estados Unidos. La anterior esposa de Hilferding, Margarete, murió en el gueto de Theresienstadt en 1942.

## El capital financiero

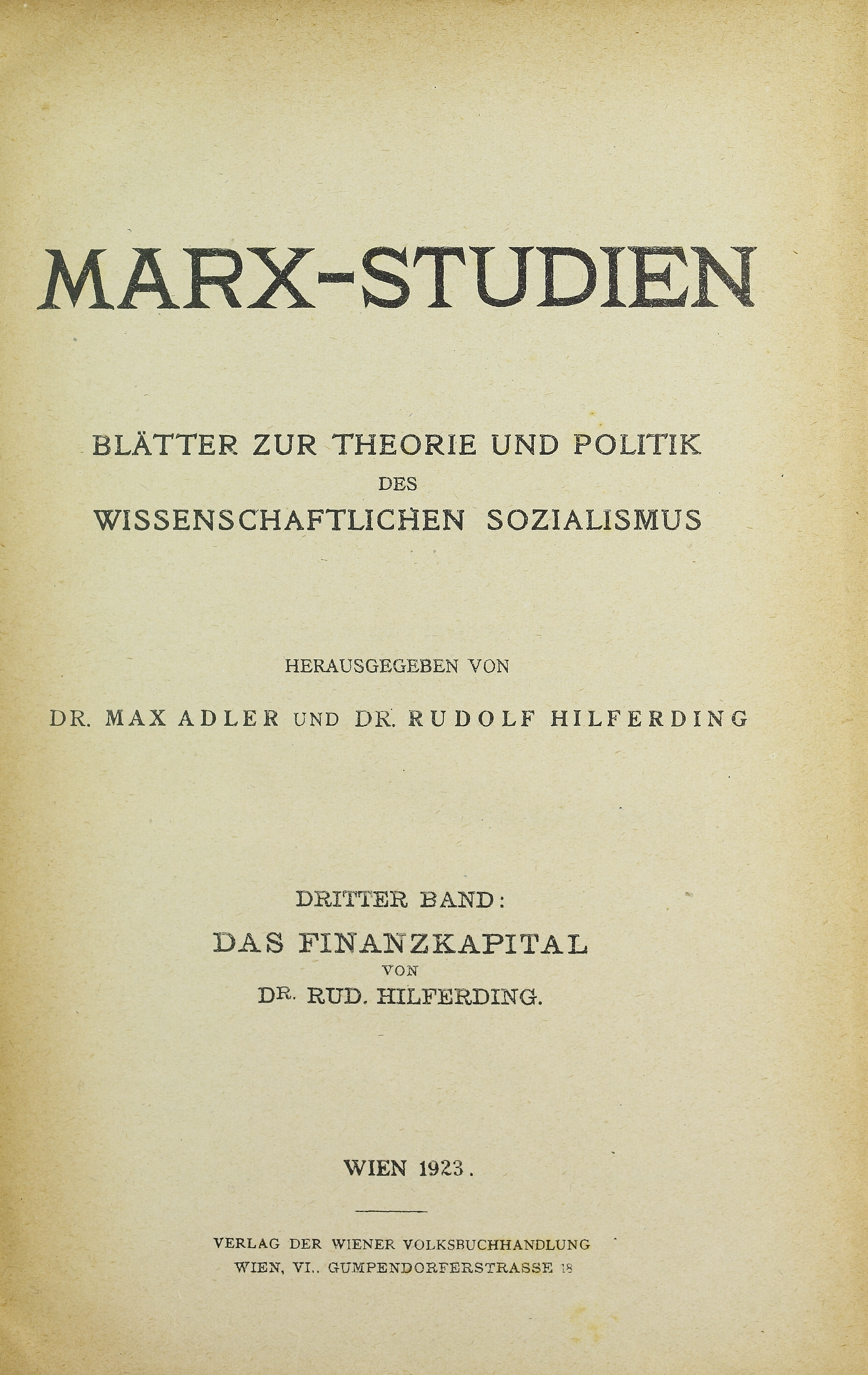
El capital financiero de Hilferding (Das Finanzkapital), 1923.

El capital financiero de Hilferding (Das Finanzkapital, Viena: 1910) fue "el análisis marxista fundamental de la transformación del 'capitalismo liberal' competitivo y pluralista en 'capital financiero' monopolista", y anticipó en gran medida escritos "derivados" sobre el tema de Lenin y Bujarin. El libro fue una respuesta al revisionismo reformista de Eduard Bernstein dentro del austromarxismo, quien argumentó que el avance del capitalismo había atenuado sus contradicciones internas, surgiendo una nueva etapa de "capitalismo reformado". Hilferding por el contrario argumentó "que las contradicciones del capitalismo se estaban agudizando".
Escribiendo en el contexto de la economía altamente cartelizada de finales de Austria-Hungría, Hilferding contrastó el capitalismo financiero monopolista con el capitalismo anterior, "competitivo" y "bucanero" de la era liberal anterior. La unificación de los intereses industriales, mercantiles y bancarios había desactivado las anteriores demandas capitalistas liberales de reducir el papel económico de un Estado mercantilista; en cambio, el capital financiero buscó un "Estado centralizado y dispensador de privilegios". Hilferding vio esto como parte de la inevitable concentración de capital exigida por la economía marxista.
Mientras que, hasta la década de 1860, las demandas del capital y de la burguesía habían sido, en opinión de Hilferding, demandas constitucionales que habían "afectado a todos los ciudadanos por igual", el capital financiero buscaba cada vez más la intervención estatal en nombre de las clases propietarias de riqueza; Los capitalistas, más que la nobleza, dominaban ahora el Estado.
Hilferding vio en esto una oportunidad para un camino hacia el socialismo distinto del previsto por Marx: "La función socializadora del capital financiero facilita enormemente la tarea de superar el capitalismo. Una vez que el capital financiero ha traído las ramas más importantes (sic) del producción bajo su control, basta que la sociedad, a través de su órgano ejecutivo consciente -el Estado conquistado por la clase obrera- se apodere del capital financiero para obtener el control inmediato de estas ramas de producción". Esto haría innecesario expropiar "granjas campesinas y pequeñas empresas" porque serían socializadas indirectamente, a través de la socialización de instituciones de las cuales el capital financiero ya las había hecho dependientes. Por lo tanto, debido a que una clase estrecha dominaba la economía, la revolución socialista podría obtener un apoyo más amplio expropiando directamente sólo a esa clase estrecha. En particular, según Hilferding, las sociedades que no habían alcanzado el nivel de madurez económica anticipado por Marx como "maduras" para el socialismo podrían abrirse a las posibilidades socialistas. Además, "la política del capital financiero está destinada a conducir a la guerra y, por tanto, al desencadenamiento de tormentas revolucionarias".
La obra de Hilferding fue recibida positivamente por sus contemporáneos marxistas. Otto Bauer y Karl Kautsky lo describe como "una continuación de El Capital de Marx". Según Bauer, Hilferding llenó "las lagunas resultantes" de las antiguas presentaciones del desarrollo del capitalismo. "A la misma conclusión llegó Julian Marchlewski", colaborador de Rosa Luxemburg, y para Lenin fue "la base teórica de su folleto sobre el imperialismo, escrito en 1916 para explicar las causas de la Primera Guerra Mundial".

A pesar del error del autor en cuanto a la teoría del dinero y de cierta tendencia a conciliar el marxismo con el oportunismo, esta obra constituye un análisis teórico extremadamente valioso de la “última fase del desarrollo del capitalismo” (como reza el subtítulo del libro de Hilferding).
Lenin (1916) El imperialismo, fase superior del capitalismo. 

## Publicaciones de Heilferding
- 1904 - Böhm-Bawerks Marx-Kritik. In: Marx-Studien. Blätter zur Theorie und Politik des wissenschaftlichen Sozialismus. Band 1, Wien 1904, S. 1–61 (reimpresión: Auvermann, Glashütten 1971) mxks.de (PDF, 1,5 MB).
- 1910 - Das Finanzkapital (El capitalismo financiero). In: Marx-Studien. Blätter zur Theorie und Politik des wissenschaftlichen Sozialismus. Band 3, Wien 1910, S. V–477 (reimpreso: Auvermann, Glashütten 1971, en español: El Capitalismo financiero, Tecnos, 1963.[63]
- 1915 - Kriegskapitalismus (Capitalismo de guerra). In: Arbeiter-Zeitung., Viena.
- 1927 - Organisierter Kapitalismus. Referate und Diskussionen vom Sozialdemokratischen Parteitag 1927 in Kiel. s.n., Kiel 1927.

## Lectura adicional
- Böhm-Bawerk, Eugen von; Hilferding, Rudolf (1949). Karl Marx and the Close of his System, and Böhm-Bawerk's Criticism of Marx. New York: Augustus M. Kelley.
- J. Coakley: "Hilferding's Finance Capital", Capital and Class, Vol.17, 1994, pp. 134–141.
- J. Coakley: "Hilferding, Rudolf". In: Arestis, P. und Sawyer, P. (eds.), A Biographical Dictionary of Dissenting Economists., Cheltenham: Edward Elgar, 2000, pp. 290–298.
- R. B. Day: The "Crisis" and the "Crash": Soviet Studies of the West (1917–1939). London: New Left Books, 1981. —See especially chapters 4 and 5.
- J. Greitens: Finanzkapital und Finanzsysteme, "Das Finanzkapital" von Rudolf Hilferding, Marburg, metropolis Verlag, 2012.
- M. C. Howard and J. King: "Rudolf Hilferding". In: W. J. Samuels (ed.), European Economists of the Early 20th Century. Cheltenham: Edward Eldgar. Vol. II, 2003, pp. 119–135.
- C. Lapavitsas: Banks and the Design of the Financial System: Underpinnings, Archivado el 12 de junio de 2013 en Wayback Machine. in Steuart, Smith and Hilferdings, London: SOAS Working Paper 128.
- J. Milios: "Rudolf Hilferding". In: Encyclopedia of International Economics. Vol. 2, Routledge Publishers, 2001, pp. 676–679.
- W. Smaldone: Rudolf Hilferding: The Tragedy of a German Social Democrat. Northern Illinois University Press, 1998.
- E. P. Wagner: Rudolf Hilferding: Theory and Politics of Democratic Socialism. New Jersey: Atlantic Highlands Humanities Press, 1996.
- J. Zoninsein: Monopoly Capital Theory: Hilferding and Twentieh-Century Capitalism. New York: Greenwood Press, 1990.
- J. Zoninsein: "Rudolf Hilferding´s theory of finance capitalism and today's world financial markets". In: P. Koslowski (ed.), The Theory of Capitalism in the German Economic Tradition. Berlin and Heidelberg: Springer Verlag, 2000, pp. 275–304.